# Conferência Europeia das Igrejas Reformadas
A Conferência Europeia das Igrejas Reformadas ( CEIR) - em inglês European Conference of Reformed Churches (ECRC) -  é uma federação de igrejas reformadas calvinistas na Europa, formada em 2007. É o ramo regional europeu da Conferência Internacional das Igrejas Reformadas.
O principal objetivo da organização é a cooperação entre igrejas reformadas para evangelismo e educação teológica.

## Lista dos membros
A partir de 24 de dezembro de 2021, a Conferência Europeia das Igrejas Reformadas é formada pelos seguintes 8 membros:
- Igrejas Cristãs Reformadas na Holanda
- Igreja Presbiteriana Evangélica na Inglaterra e no País de Gales
- Igreja Evangélica Presbiteriana na Irlanda
- Igreja Livre da Escócia
- Igreja Livre da Escócia (Continuada)
- Igrejas Reformadas Liberadas (suspensa desde 2017)[4]
- Igreja Presbiteriana Reformada da Irlanda
- Igrejas Reformadas da Espanha

Embora não sejam membro oficialmente, a Igreja Evangélica Presbiteriana da Ucrânia e Igreja Evangélica Reformada Ucraniana são representados nas reuniões a CEIR.